# Geoffroy d'Harcourt

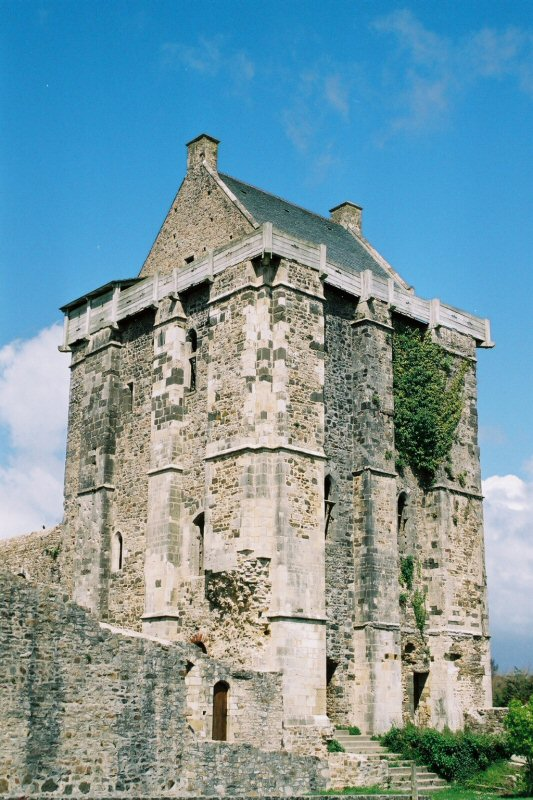
Le château de Saint-Sauveur-le-Vicomte.

Geoffroy d’Harcourt, dit « Geoffroy le Boiteux », né vers 1310 et mort au combat en 1356 près de Coutances, est un noble normand, vicomte de Saint-Sauveur, rallié à deux reprises à Édouard III au début de la guerre de Cent Ans.
Il combat du côté anglais à Crécy (1347), tandis que son frère aîné Jean combat du côté français et trouve la mort. Geoffroy revient alors dans le camp français et lui reste fidèle jusqu'au moment où, en avril 1356, le roi Jean le Bon fait exécuter le neveu de Geoffroy, le comte Jean V d'Harcourt. 
Revenu dans le camp anglais, Geoffroy est pourchassé ; rattrapé en novembre (malgré la sévère défaite subie par Jean le Bon à Poitiers en septembre), il meurt dans un combat sans espoir pour échapper à la captivité.   

## Biographie

### Origines familiales et formation
Geoffroy d’Harcourt est le fils cadet de Jean III d'Harcourt (?-1329), vicomte de Châtellerault et de Saint-Sauveur, 
Sa mère est Alix de Brabant, petite-fille du duc de Brabant Henri III et nièce de la reine Marie, épouse du roi de France Philippe le Hardi. 
Il a deux frères : 
- Jean IV d'Harcourt (?-1346), l'aîné de la fratrie, qui devient comte d'Harcourt à la mort de leur père ;
- Louis, vicomte de Saint-Sauveur.

### Débuts
Geoffroy est armé chevalier en 1326 et remplace son frère Louis à la tête de la vicomté de Saint-Sauveur.
En 1339, il fait partie, aux côtés de son frère aîné des 50 barons normands qui s’engagent à aider le roi Philippe VI de Valois dans une éventuelle conquête de l’Angleterre (on est au tout début de la guerre de Cent Ans). Ce projet tourne court en 1340 du fait de l’anéantissement de la flotte française lors de la bataille de l'Écluse (près de Bruges), à l’issue de la campagne de Flandre à laquelle Geoffroy participe, avec six chevaliers et trente écuyers.

### Guerre privée contre les Tancarville et départ en Brabant (1343-1344)
Geoffroy envisage alors d'épouser Jeanne Bacon, fille de Roger V Bacon et héritière présomptive du riche fief de Molay Bacon, mais elle épouse Guillaume Bertrand, fils du maréchal Robert Bertrand, de la maison des Tancarville, qui sont des partisans de la couronne de France et des rivaux traditionnels des Harcourt. 
Philippe VI de Valois ayant apporté son soutien aux prétentions de Guillaume, le vicomte de Saint-Sauveur s’estime lésé et entreprend vers 1343 une guerre privée contre la famille Tancarville. 
Le roi intervient alors contre Geoffroy d’Harcourt en ordonnant la saisie de ses biens, puis en faisant décapiter le 3 avril 1344 ses trois principaux alliés : Jean de la Roche-Tesson, Guillaume Bacon et Richard de Percy, accusés d'avoir participé à un complot visant à placer Geoffroy d'Harcourt à la tête du duché de Normandie par une alliance secrète avec Édouard III d'Angleterre. 
Contraint à l’exil, Geoffroy d'Harcourt se retire sur ses terres du Brabant où il est accueilli par son cousin le duc Jean III de Brabant.

### Alliance avecÉdouardIIId’Angleterre

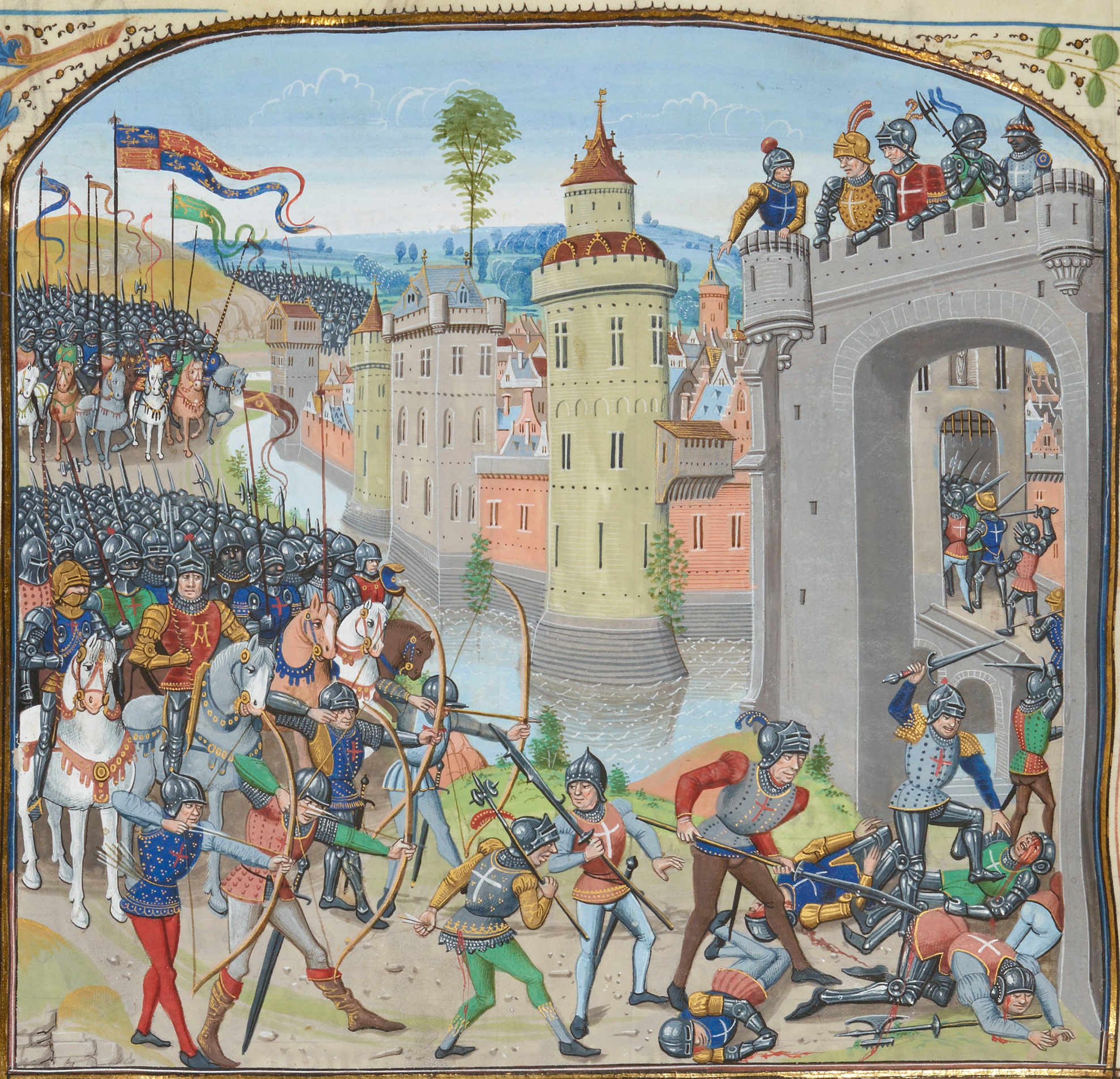
Prise de Caen par d’Angleterre et Geoffroy d’Harcourt.

Sans espoir de retrouver ses fiefs normands, le vicomte de Saint-Sauveur passe en février 1345 en Angleterre et se met au service du roi Édouard III auquel il rend hommage en tant que roi de France (Édouard III, petit-fils de Philippe le Bel par sa mère Isabelle de France, estime qu'à la mort de Charles IV en 1328, la couronne de France aurait dû revenir à Isabelle (et par suite à lui-même) et non pas à un neveu de Philippe le Bel). 
Par lettres patentes données à Westminster le 13 juin 1345, Édouard III promet de lui attribuer des terres en Angleterre, en dédommagement de celles qu’il a quittées dans le Brabant[pas clair], et de le remettre en possession de ses fiefs normands. 
Alors que le roi d’Angleterre aurait probablement préféré[réf. nécessaire] attaquer en Guyenne, le seul fief encore détenu par la maison des Plantagenêt en France (incluant Bordeaux), Geoffroy d’Harcourt l’aurait convaincu de débarquer en Normandie, selon les mots que lui prête Froissart : « Sire, le pays de Normandie est l’un des plus fertiles au monde. Je vous promets sur ma tête que, si vous arrivez là-bas, vous prendrez des terres à volonté. Personne en Normandie n’est armé, tous les chevaliers se trouvant devant Aiguillon avec le duc [Jean le Bon, héritier présomptif de Philippe VI, duc de Normandie depuis 1332] Vous y trouverez de grosses forteresses sans défense. Vos gens y feront profit durant vingt ans. Votre flotte suivra bien sur les terres de Caen et de Normandie. Je vous demande de me croire et de me faire confiance. »
Édouard III le fait commandant, avec le comte de Warwick[pas clair], d’un des trois corps d’armée débarqués à Saint-Vaast-la-Hougue le 12 juillet 1346, et le nomme maréchal d’Angleterre.

### Expédition en Normandie et bataille de Crécy (1346-1347)
Geoffroy d’Harcourt conduit l’armée d’Édouard III à travers la Normandie, en prenant et en rasant au passage le château fort de son ancienne promise Jeanne Bacon[pas clair] (23 juillet). Il participe à la prise de Caen à l’issue de laquelle il convainc le roi d’Angleterre de mettre fin au massacre de la population[pas clair]. 
Il vient ensuite près de Paris et incendie Saint-Cloud : « et là bouter le feu, qui est à deux bien petites lieux de Paris, afin que le roi Philippe en pût voir les lumières ». 
Il est l’un des protagonistes de la victoire anglaise de Crécy, bataille au cours de laquelle son frère Jean IV d'Harcourt, gouverneur de Rouen, trouve la mort dans les rangs français. Froissart raconte ainsi cet épisode dans ses chroniques : « Il est bien vrai que messire Godefroi d’Harcourt, qui était de lès le prince et en sa bataille, eu volontiers mit peine et entendu à ce que le comte d’Harcourt, son frère, eut été sauvé ; car il avait ouï à aucuns anglais qu'on avait vu sa bannière, et qu’il était avec ses gens venu combattre aux anglais. Mais le dit messire Geoffroy n’y pu venir à temps, et fut la mort sur la place le dit comte, et aussi le comte d'Aumale, son neveu. »
Le soir de la bataille, Geoffroy d’Harcourt reconnait le corps de son frère et est saisi par le remords, ce qui l'amène à rejoindre le camp de son frère et de son neveu.

### Retour en grâce auprès du roi de France

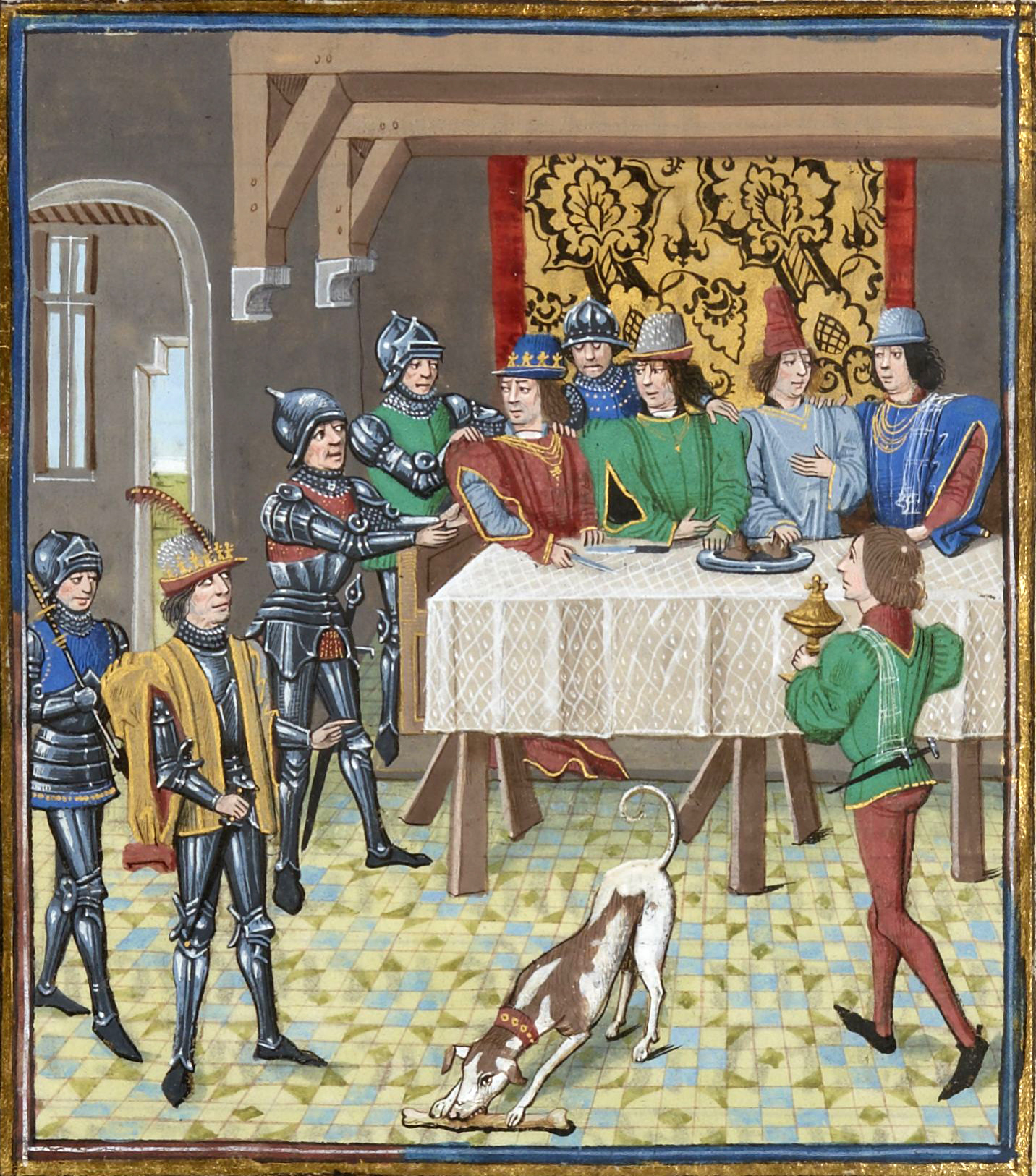
L'arrestation du roi de Navarre et du comte d’Harcourt lors du banquet de Rouen.

Geoffroy d’Harcourt obtient le pardon de Philippe VI de Valois, qui n’a probablement pas d’autre choix, tant il est alors affaibli par la défaite. Il le nomme même dès 1347 capitaine-souverain[pas clair] de Rouen et de Caen, avec autorisation de lever des impôts et des troupes.
Édouard III confisque alors ses biens en Angleterre par lettres du 5 mars 1347. 

### Relations avec le dauphin sous le règne de Jean le Bon (1350-1364)
Le duc de Normandie, qui porte le titre de « dauphin » à partir de 1349, succède à Philippe VI en août 1350 ; c'est maintenant son fils aîné Charles (futur Charles V, né en 1338) qui devient dauphin, ainsi que duc de Normandie.
En janvier 1355, le dimanche de l’Épiphanie, le dauphin (âgé de 17 ans) convoque ses vassaux normands à Rouen. Geoffroy d’Harcourt, qui fait alors figure de chef de file de la noblesse normande, se présente à lui avec la charte aux Normands et déclare : « Mon seigneur naturel, voici la charte aux Normands, si vous consentez à jurer et observer ce qui y est contenu, je suis tout prêt à vous faire hommage ». 
Le dauphin refuse ce qui lui est demandé et le vicomte de Saint-Sauveur repart donc sans lui prêter hommage. Malgré ce comportement audacieux, le dauphin semble apprécier Geoffroy d’Harcourt, au point de vouloir le faire entrer dans son Conseil : « moult volontiers le duc l’écoutait parler et il aurait eu grand plaisir qu’il fût demeuré de sa retenue de son Conseil pour le très grand sens de lui. »

### L'attaque de Jean le Bon contre les Harcourt (1356) et la mort de Geoffroy
Lors d'un banquet à Rouen[réf. nécessaire], le 5 avril 1356, le roi Jean II le Bon fait arrêter, puis exécuter sans autre forme de procès le neveu de Geoffroy, Jean V d'Harcourt. Le roi est en effet excédé par l’amitié entre le roi de Navarre (« Charles le Mauvais », qui est aussi comte d'Évreux), le dauphin et le comte d’Harcourt, qui proteste contre les nouveaux impôts qui frappent la Normandie[réf. nécessaire]. Geoffroy d’Harcourt échappe de justesse au guet-apens tendu par le roi[réf. nécessaire]. 
Afin de venger son neveu, il s’allie de nouveau avec Édouard III d'Angleterre, qu'il désigne comme légataire de sa forteresse de Saint-Sauveur par une charte publiée le 18 juillet 1356. Le 1er août, le roi d’Angleterre accorde sa protection à celui qu’il appelle son « cousin ». 
Il est alors traqué par des fidèles du roi de France, alors même que, le 19 septembre, Jean le Bon est vaincu et fait prisonnier à Poitiers. En novembre 1356, encerclé au gué de Saint-Clément, dans la baie des Veys, il préfère se battre jusqu’à la mort plutôt que de se laisser capturer. 
Froissart donne un récit épique de sa mort : « quand Monseigneur Geoffroy vit de toutes parts ceux de son parti s’enfuir, il fit le signe de la croix et dit : aujourd’hui en suaire d’armes, mon corps sera enseveli. Doux seigneur Jésus-Christ, je te remercie de l’honorable mort que tu m’envoies ». 
Son corps est ramené à l'abbaye de Saint-Sauveur et enterré avec les honneurs.

## Une historiographie contrastée
Jean Froissart, chroniqueur de la renaissance chevaleresque, fait de Geoffroy d’Harcourt un portrait louangeur, celui d’un chevalier intrépide, dont il dit que « tout pour lui était de garder et de tenir en droit et soutenir les coutumes et libertés normandes ». 
Par la suite, les historiens français ont longtemps porté un jugement sévère sur Geoffroy d’Harcourt, souvent considéré comme un traître à la nation française. Chateaubriand témoigne de cet état d’esprit dans son Analyse raisonnée de l’histoire de France : « Quand Geoffroy mit le pied sur la grève, comment put-il voir sans être ému les paysans fuir devant lui dans ces mêmes champs où il avait passé son enfance, par ces mêmes chemins qui le conduisaient au toit paternel ? […] La France, percée de coups, les yeux en pleurs, enveloppée dans son manteau déchiré, aurait pu crier à Geoffroy d’Harcourt : « faux et traître chevalier, je t’attends à Crécy sur le corps sanglant de ton frère fidèle à sa patrie ! En vain tu te repentiras ; ton repentir ne durera pas plus que ton innocence. Traître de nouveau, tu mourras foi-mentie, doublement flétri par ton crime et par le pardon de ton roi » ».
Cependant, à partir de la deuxième moitié du XXe siècle, le vicomte de Saint-Sauveur est présenté par certains historiens « normanistes », comme son hagiographe Jean Mabire, comme un héros de l’indépendance normande, infatigable défenseur de sa liberté face au pouvoir central. 
Le 10 novembre 1956, le sixième centenaire de sa mort fait ainsi l’objet d’une célébration solennelle par l’abbé Marcel Lelégard destinée aux « Normands fidèles et qui savent se souvenir. » 
L’historiographie contemporaine, consciente de l’inexistence du sentiment national à cette époque en Normandie et de la persistance des mœurs féodales au XIVe siècle, tend à porter un jugement plus nuancé sur les actions de Geoffroy d’Harcourt. Ainsi, Jean Favier dit de son alliance avec le roi d’Angleterre : « ce n’était pas la trahison d’un Français, c’était le désaveu d’un vassal. Harcourt offrit son hommage à Édouard III. »
Si les jugements paraissent plus équilibrés et moins passionnés dans les publications les plus récentes, la figure singulière de Geoffroy d’Harcourt continue toutefois de faire débat. Alors que certains refusent de le considérer comme un « héros de l’indépendantisme normand », d’autres voient en lui une « conscience normande. »